# Fehér szívsün
A fehér szívsün (Echinocardium cordatum) a tengerisünök (Echinoidea) osztályának Spatangoida rendjébe, ezen belül a Loveniidae családjába tartozó faj.
Nemének a típusfaja.

## Előfordulása
A fehér szívsün megfelelő homokos vagy iszapos partokon az Atlanti-óceán keleti felének nagy részén megtalálható. Még megtalálható a Földközi-tengerben és az Északi-tengerben is, 200 méter mélységig. A vízszennyezés veszélyezteti a fajt. Dél-Afrika délkeleti részén, valamint a Csendes-óceán új-zélandi szakaszán is vannak állományai.

## Megjelenése
A kifejlett fehér szívsün hossza körülbelül 5-6 centiméter. Az állat szív alakú, és sűrű, puha, homokszínű tüskék borítják, amelyek többnyire hosszában a hátsó perem felé mutatnak. Amikor a fehér szívsün ásva halad előre a homokban, a testfolyadékkal teli ambulakrális lábacskák segítségével táplálékot vesz fel, és egyszerű szájnyílásába juttatja. Néhány ambulakrális lábacska eléri a felszínt és beengedi a légzéshez szükséges vizet. A test hátsó részén elhelyezkedő megnyúlt ambulakrális lábacska arról gondoskodik, hogy nyitva maradjon egy rés, amelyen távozhat az ürülék és az elhasznált víz. A homokszínű ásószerszámai olyan puhák, hogy inkább serték, mint tüskék, emiatt nem jók a védekezésben.

## Életmódja
A fehér szívsün a tápanyagban gazdag nedves homokban ás, az apálykori legalacsonyabb vízszint közelében is előfordulhat. A fehér szívsün laza kolóniában él. Ásás közben az állat függőlegesen lefelé ássa be magát. Ehhez úgy használja szélesebb oldaltüskéit, akár egy ásót. Mintegy 5-20 centiméteres mélységtől már a teste elülső részén lévő tüskéket veti be, hogy elkaparja a homokot és az iszapot, amit az oldalsó tüskékkel teste végéhez juttat. A mozgás meglehetősen lassan megy végbe: a szívsün húsz másodpercenként körülbelül 4 centimétert halad (ez óránként körülbelül 7 méteres sebességet jelent). Tápláléka kis szerves részek.

## Szaporodása
Az ivarérettséget a 2. életévben éri el. A párzási időszak a nyár derekán van. A fehér szívsün váltivarú, vagyis vannak hím és női egyedek. A két nem egyszerre bocsátja ki a petéket és a spermát, a megtermékenyítés a tengerben történik. A lárva planktonként él, de már az első életévében leereszkedik a tengerfenékre.

## Képek

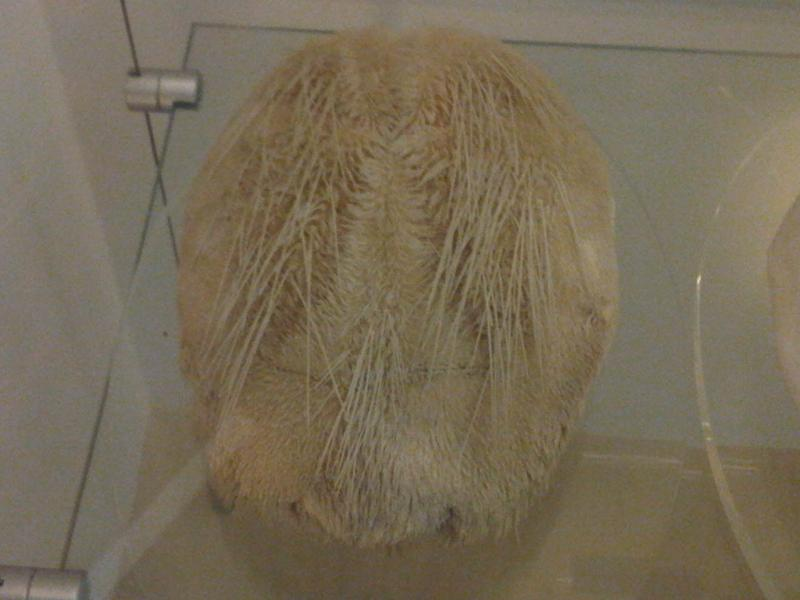
Sertékkel
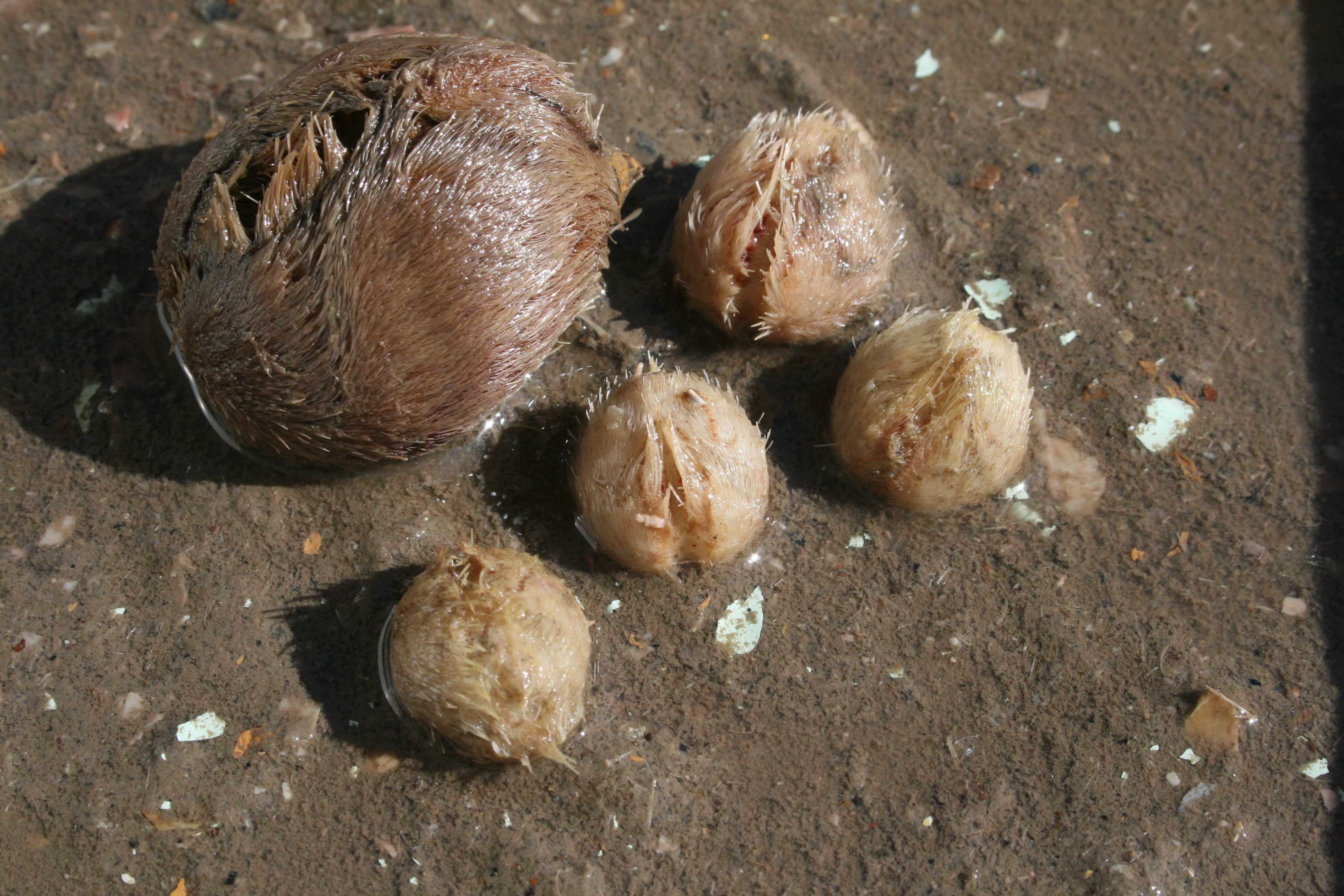
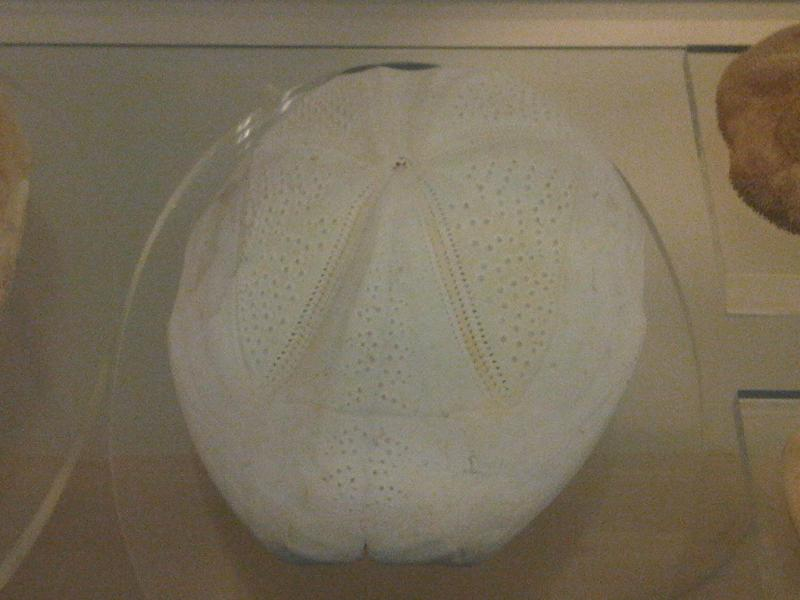
és nélkül
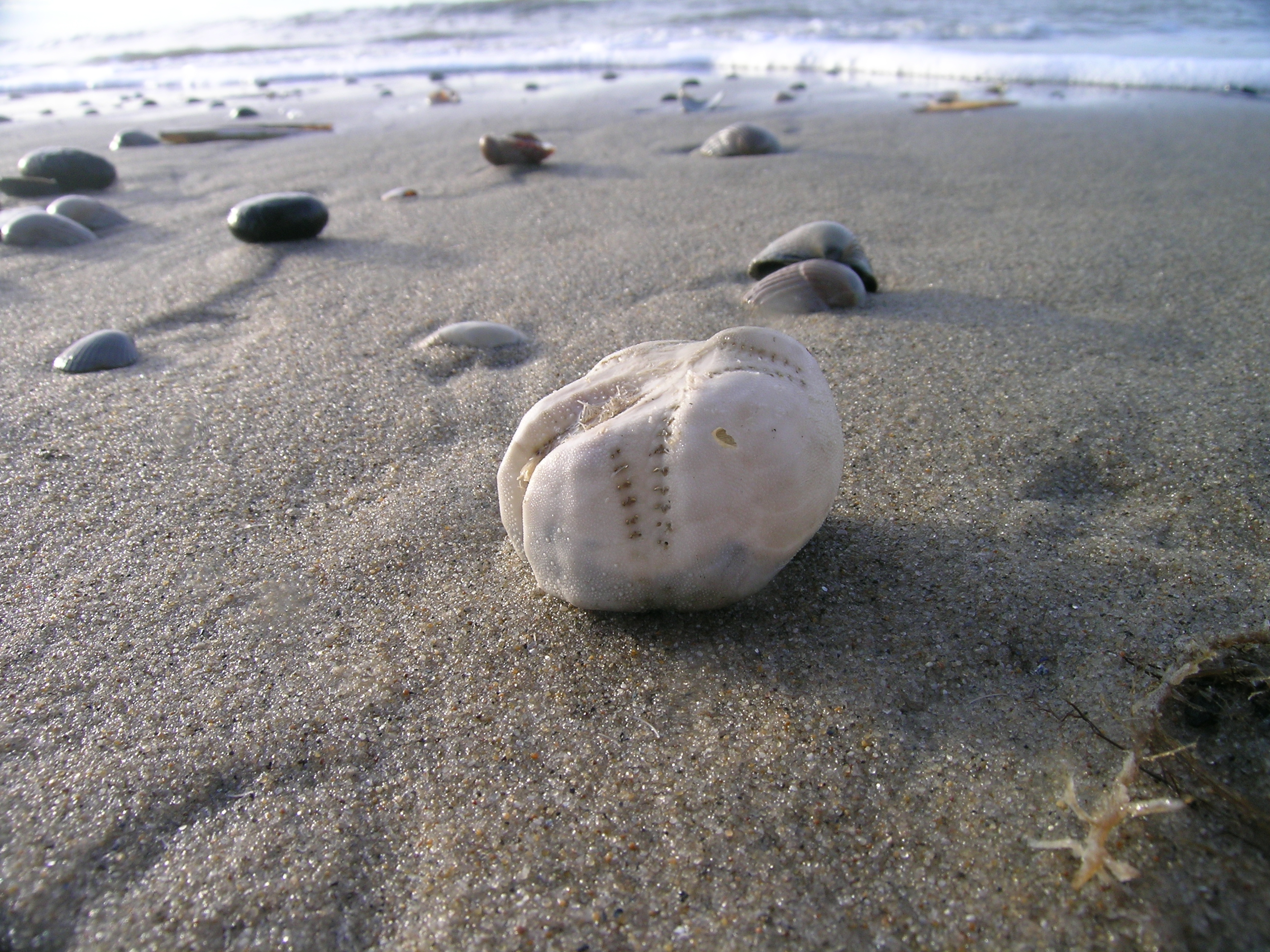